# 圣伊尔皮兹
圣伊尔皮兹（法語：Saint-Ilpize，法語發音：[sɛ̃.t‿ilpiz]）是法国上卢瓦尔省的一个市镇，位于该省西部，属于布里尤德区。

## 地理
圣伊尔皮兹（45°11'45"N, 3°23'16"E）面积11.81 平方千米，位于法国奥弗涅-罗讷-阿尔卑斯大区上盧瓦爾省，该省份为法国中南部省份，北起多姆山省和卢瓦尔省，西接康塔爾省，南至洛泽尔省，东临阿尔代什省。
与圣伊尔皮兹接壤的市镇（或旧市镇、城区）包括：布拉萨克、圣普里瓦迪德拉贡、旧布里尤德、阿列新城。
圣伊尔皮兹的时区为UTC+01:00、UTC+02:00（夏令时）。

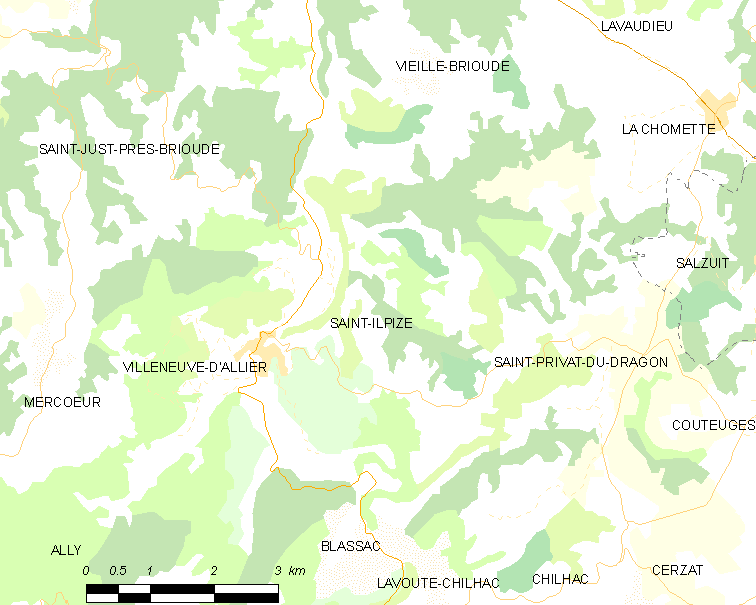
圣伊尔皮兹的OSM定位图

## 行政
圣伊尔皮兹的邮政编码为43380，INSEE市镇编码为43195。

## 政治
圣伊尔皮兹所属的省级选区为拉法耶特地区县。

## 交通
上卢瓦尔省省道D16线和D22线在市中心交汇。

## 人口

1962-2008年间圣伊尔皮兹人口变化图示

圣伊尔皮兹于2022年1月1日时的人口数量为193人。